# Sifonaal kanaal

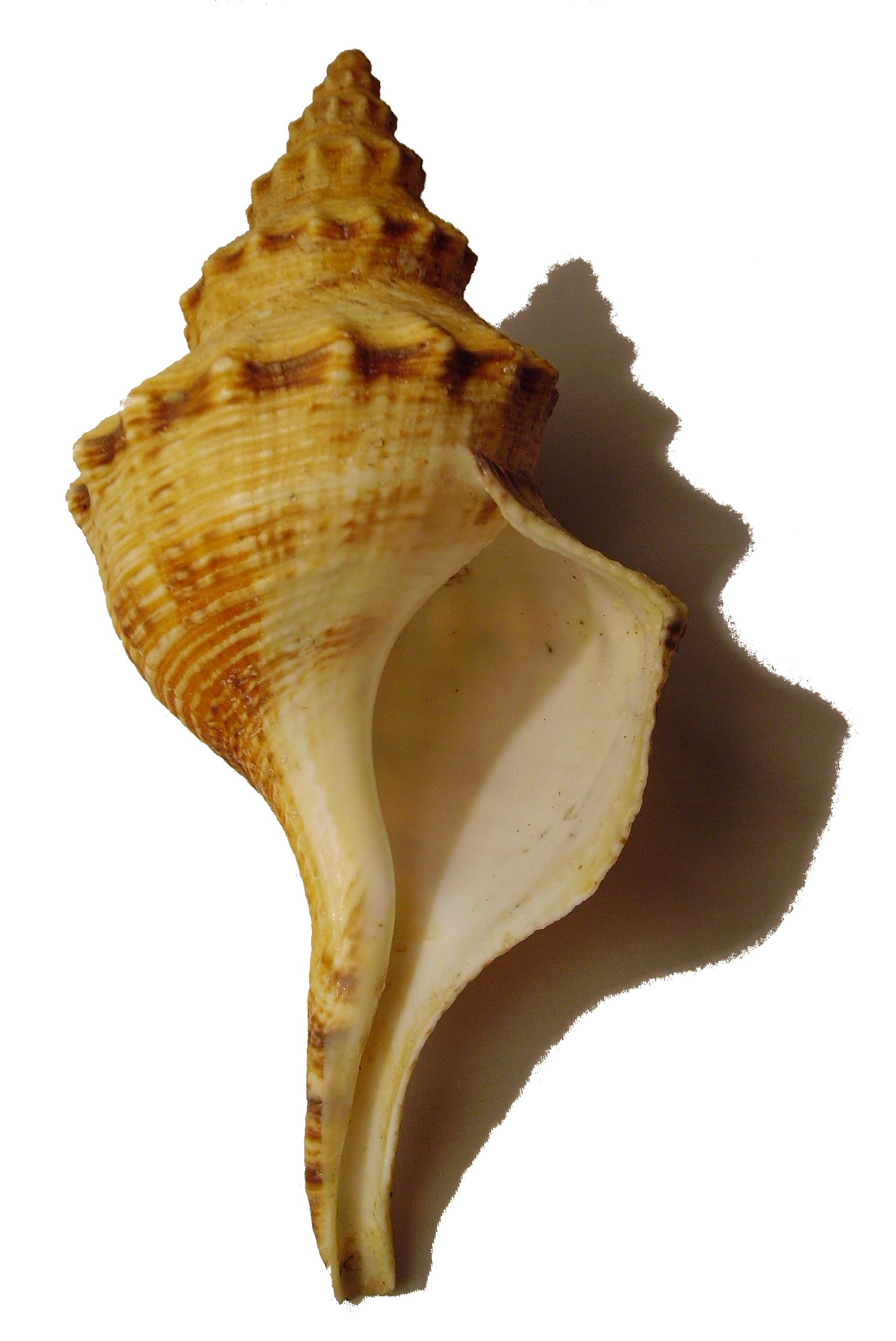
Een schelp met onderaan duidelijk zichtbaar het sifonale kanaal.

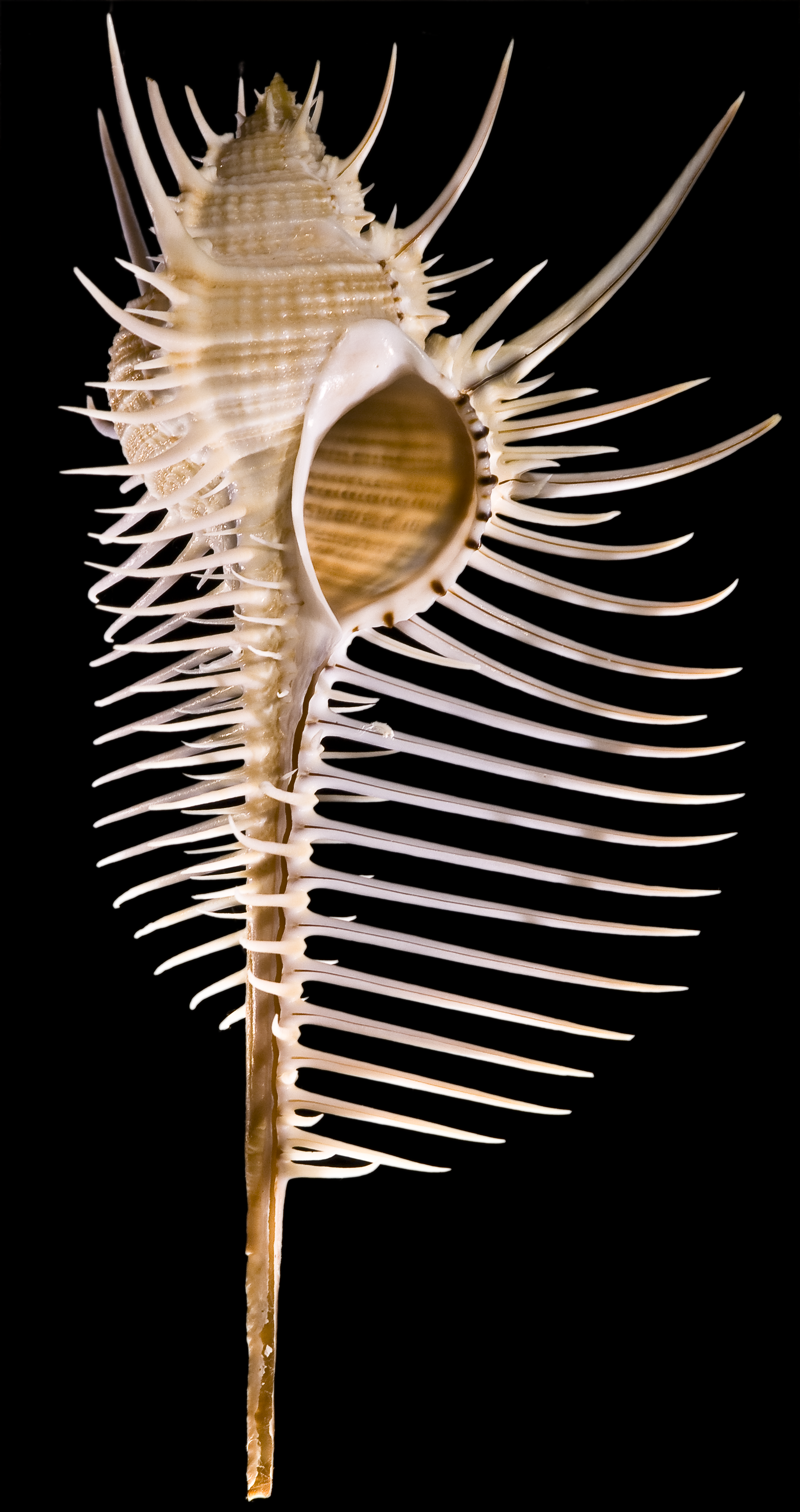
De Venuskam is een zeeslak met een extreem lang sifonaal kanaal.

Het sifonale kanaal of sifokanaal is een anatomische structuur van de schelpen van bepaalde groepen zeeslakken uit de clade Neogastropoda. Sommige mariene slakken hebben een zachte buisvormige anterieure uitstulping van de mantelholte, genaamd de sifo. Daardoor wordt water over de kieuw aangezogen naar de mantelholte. De sifo doet ook dienst als chemoreceptor om voedsel op te sporen.
Bij bepaalde carnivore slakken, waarbij de sifo bijzonder lang is, is de structuur van de schelp hieraan aangepast en vormt een halfcirkelvormige groef die kan dienen als bescherming voor de zachte sifo.